# فهرست بزرگترین شهرهای کالیفرنیا بر پایه جمعیت
در این فهرست ۱۰۰ شهر بزرگ‌تر در ایالت کالیفرنیا بر اساس جمعیت تخمین زده شده توسط اداره آمار آمریکا در اول ژوئیه ۲۰۱۵ آورده شده‌است.
| ردیف    | شهر                        | جمعیت     | شهرستان                          | نگاره                        | توضیحات |
| ------- | -------------------------- | --------- | -------------------------------- | ---------------------------- | --- |
| ۱       | لس آنجلس                   | ۳٫۹۹۹٫۸۵۱ | لس‌آنجلس                          |                              | لُس آنجـِلِس بزرگترین شهر ایالت کالیفرنیای ایالات متحده آمریکا و دومین شهر پرجمعیت ایالات متحده آمریکا پس از نیویورک است. اغلب به صورت خلاصه LA و با لقب شهر فرشتگان یاد می‌شود. جمعیت لس آنجلس نزدیک به ۴ میلیون نفر تخمین زده می‌شود و در مساحتی بالغ بر ۱۲۹۰٫۶ کیلومتر مربع از جنوب کالیفرنیا گسترده شده‌است. جمعیت کلان‌شهر لس آنجلس نیز که به لس آنجلس بزرگ مشهور است نزدیک به ۱۸ میلیون و ۷۰۰ هزار نفر است لس آنجلس در سال ۲۰۱۵ نیز در لیست شهرهای پرجمعیت جهان رتبه هجدهمین شهر پرجمعیت جهان را داراست. |
| ۲       | سن دیگو                    | ۱٫۳۹۹٫۲۳۵ | سن دیگو                          |                              | سَن دیـِگو یک شهر ساحلی در جنوب کالیفرنیا واقع در گوشه جنوب غربی ایالات متحده آمریکا است. این شهر دومین شهر بزرگ کالیفرنیا و هشتمین شهر بزرگ ایالات متحده آمریکا است. نیروی دریایی ایالات متحده آمریکا در این شهر حضور و پایگاه بسیار گسترده‌ای دارد. مراکز علمی معروف در این شهر عبارتند از: دانشگاه کالیفرنیا در سن دییگو، دانشگاه ایالتی سن دییگو، دانشگاه سن دییگو و مؤسسهٔ پژوهشی اسکریپس |
| ۳       | سن خوزه                    | ۱٫۰۳۲٫۱۲۴ | سانتا کلارا                      |                              | سن‌خوزه دهمین شهر بزرگ ایالات متحده و مرکز منطقهٔ شهرستان سانتا کلارا بوده که در دره سیلیکون، جنوب خلیج سانفرانسیسکو واقع است. سن‌خوزه به دلیل طرح توسعهٔ مسکن در سال‌های ۱۹۵۰ تا ۱۹۸۹ باعث جذب مردم حومه شد و هم‌اکنون بزرگترین شهر در کالیفرنیای شمالی است. سن‌خوزه به دلیل درهٔ سیلیکون دارای آوازه و شهرت است. علاوه بر این، از مهم‌ترین دانشگاه‌های این ناحیه نیز می‌توان به دانشگاه ایالتی سن خوزه و کالج کایروپرکتیک پالمر اشاره کرد. تیم فوتبال سن خوزه ارت‌کویکز نیز از این شهر است. |
| ۴       | سان فرانسیسکو              | ۸۸۰٫۲۰۱   | سان فرانسیسکو                    |                              | سان‌فرانسیسکو با جمعیت ۸۶۴٬۸۱۶ نفر، چهارمین شهر بزرگ ایالت کالیفرنیای ایالات متحده آمریکا است. شهر سان‌فرانسیسکو در نوک شمالی شبه‌جزیره سان‌فرانسیسکو و در کنار خلیج سان‌فرانسیسکو قرار دارد. چندین جزیره درون خلیج و جزایر فارالون نیز که در ۲۷ مایلی ساحل در اقیانوس آرام قرار دارند بخشی از محدوده شهری سانفرانسیسکو بشمار می‌آیند. شهر سان‌فرانسیسکو نقطه مرکزی در محدوده کلانشهری منطقه خلیج سانفرانسیسکو بشمار می‌رود. این محدوده کلانشهری در جمع ۷ میلیون جمعیت دارد. شهر سانفرانسیسکو پس از نیویورک متراکم‌ترین شهر آمریکا از نظر جمعیت است. دفتر مرکزی سان‌فرانسیسکو کرونیکل بزرگ‌ترین روزنامه منطقه شمال کالیفرنیا در این شهر جای دارد. نخستین اروپایی‌هایی که در سانفرانسیسکو ساکن شدند اسپانیایی‌ها بودند که در سال ۱۷۷۶ بدین مکان آمدند. پس از هجوم طلای کالیفرنیا در ۱۸۴۸ شهر سانفرانسیسکو هم به سرعت رشد کرد. زمین‌لرزه ۱۹۰۶ سانفرانسیسکو، این شهر را تبدیل به ویرانه نمود ولی پس از آن شهر به سرعت بازسازی شد. از نقاط دیگر دیدنی این شهر کاخ هنرهای زیبا، پل گلدن گیت، جزیره آلکاتراز، محله چینی‌ها، برج سوترو، موزه هنرهای معاصر سانفرانسیسکو، فرهنگستان علوم کالیفرنیا و برج هرمی شکل ترنس آمریکا را می‌توان نام برد. محله هیت-اشبری که نام آن با جنبش دههٔ ۶۰ هیپی‌ها عجین شده و فضای هیپی‌وار خود را هم‌چنان نگاه داشته نیز از محله‌های دیدنی این شهر است. |
| ۵       | فرزنو                      | ۵۲۰٫۱۱۰   | شهرستان فرسنو                    |                              | فرزنو شهری در شهرستان فرسنو در ایالت کالیفرنیا در آمریکاست. جمعیت این شهر با احتساب حومه در سال ۲۰۱۲ در حدود ۱٬۱۰۷٬۴۱۶ نفر بود. فرزنو دومین تمرکز بزرگ اقلیت ارمنی در ایالات متحده آمریکا را در خود (پس از گلندیل) دارد. فرودگاه بین‌المللی فرسنو یوسیمیتی، فرودگاه فرسنو چاندلر اگزکیوتیو و فرودگاه سیرا اسکای پارک سه فرودگاه شهر هستند. دانشگاه ایالتی کالیفرنیا در فرزنو مهم‌ترین مؤسسه آموزش عالی شهر است. فرزنو سیتی کالج و دانشگاه فرزنو پاسیفیک از دیگر مراکز مهم دانشگاهی این شهرند. دانشگاه کالیفرنیا در سانفرانسیسکو در این شهر نیز شعبه آموزشی تخصصی و مرکز درمانی دارد. |
| ۶       | ساکرامنتو                  | ۴۹۰٬۷۱۲   | شهرستان ساکرامنتو                |                              | ساکرامِنْتُو شهری در غرب ایالات متحده آمریکا و مرکز ایالت کالیفرنیا می‌باشد که در شمال آن ایالت جای دارد. پیشینهٔ آن به سال ۱۸۳۹ می‌رسد. شهر ساکرامنتو در راستای رودخانهٔ ساکرامنتو و در جنوب محل تلاقی شاخه‌های «رودخانه آمریکایی» در درهٔ وسیع مرکز کالیفرنیا قرار گرفته‌است. ساکرامنتو هستهٔ فرهنگی و اقتصادی «منطقهٔ کلانشهری ساکرامنتو» است. این منطقهٔ کلانشهری دربرگیرندهٔ شهرستان‌های ال دورادو، پِلاسِر، ساکرامنتو و یولو است و جمعیت آن در حدود ۲٬۱۳۶٬۶۰۴ نفر است. این منطقه در سال ۲۰۰۴ در میان یکی از ۱۰ ناحیه برتر برای زندگی در آمریکا شناخته شد. هستهٔ آغازین شهر ساکرامنتو، دژی بود که یک مهاجر سوئیسی به نام جان ساتر (John Sutter) در سال ۱۸۳۹ در این محل بنا کرد. در زمان مهاجرت گستردهٔ جویندگان طلا به کالیفرنیا، ساکرامنتو از مراکز اصلی بازرگانی و فرهنگی برای این مهاجران بود و ایستگاه بزرگی برای دلیجان‌ها، قایق‌ها و راه‌آهن به‌شمار می‌آمد. ایستگاه آخر چاپارهای نامه‌رسان به غرب آمریکا یعنی خط پونی اکسپرس نیز شهر ساکرامنتو بود. دانشگاه ایالتی کالیفرنیا، شعبه ساکرامنتو بزرگ‌ترین دانشگاه این ناحیه است. البته دانشگاه کالیفرنیا در دیویس در حومه غربی این شهر قرار دارد. اما مرکز و دانشکده پزشکی این مؤسسه در داخل شهر قرار دارد. |
| ۷       | لانگ بیچ                   | ۴۷۴٬۱۴۰   | لس‌آنجلس                          |                              | لانگ بیچ (به انگلیسی: Long Beach) شهری در شهرستان لس‌آنجلس در کالیفرنیای جنوبی در ایالات متحده که در ساحل اقیانوس آرام واقع شده‌است. این شهر یکی از حومه‌های بزرگ ابرشهر لس آنجلس است. شهر لانگ بیچ حدود ۲۰ مایلی (۳۲ کیلومتری) جنوب مرکزی شهر لس آنجلس واقع شده‌است. مساحت این شهر ۵۱٫۴۳۷ مایل مربع (۱۳۳٫۲ کیلومتر مربع) می‌باشد |
| ۸       | اوکلند                     | ۴۱۹٬۲۶۷   | آلامدا                           |                              | اوکلند، هشتمین شهر بزرگ ایالت کالیفرنیا و ۴۴مین شهر بزرگ کشور آمریکا است. این شهر در شمال سیلیکن ولی و در شرق خلیج سن فرانسیسکو واقع است. تیم گلدن استیت واریرز از این شهر است. |
| ۹       | بیکرزفیلد، کالیفرنیا       | ۳۷۳٬۶۴۰   | شهرستان کرن، کالیفرنیا           |                              | |
| ۱۰      | آناهایم، کالیفرنیا         | ۳۵۰٬۷۴۲   | شهرستان اورنج، کالیفرنیا         |                              | |
| ۱۱      | سانتا آنا، کالیفرنیا       | ۳۳۴٬۹۰۹   | شهرستان اورنج، کالیفرنیا         |                              | |
| ۱۲      | ریورساید، کالیفرنیا        | ۳۲۲٬۴۲۴   | شهرستان ریورساید، کالیفرنیا      |                              | |
| ۱۳      | استوکتون، کالیفرنیا        | ۳۰۵٬۶۵۸   | شهرستان سن ژواکین، کالیفرنیا     |                              | |
| ۱۴      | چولا ویستا، کالیفرنیا      | ۲۶۵٬۷۵۷   | شهرستان سن دیگو، کالیفرنیا       |                              | |
| ۱۵      | ارواین، کالیفرنیا          | ۲۵۶٬۹۲۷   | شهرستان اورنج، کالیفرنیا         |                              | |
| ۱۶      | فریمانت، کالیفرنیا         | ۲۳۲٬۲۰۶   | شهرستان آلامدا، کالیفرنیا        |                              | |
| ۱۷      | سن برناردینو، کالیفرنیا    | ۲۱۶٬۱۰۸   | شهرستان سن برناردینو، کالیفرنیا  |                              | |
| ۱۸      | مودستو، کالیفرنیا          | ۲۱۱٬۲۶۶   | شهرستان استانیسلاس، کالیفرنیا    |                              | |
| ۱۹      | فونتانا، کالیفرنیا         | ۲۰۷٬۴۶۰   | شهرستان سن برناردینو، کالیفرنیا  |                              | |
| ۲۰      | اوکس نارد، کالیفرنیا       | ۲۰۷٬۲۵۴   | شهرستان ونتورا، کالیفرنیا        |                              | |
| ۲۱      | مورنو ولی، کالیفرنیا       | ۲۰۴٬۱۹۸   | شهرستان ریورساید، کالیفرنیا      |                              | |
| ۲۲      | هانتینگتون بیچ، کالیفرنیا  | ۲۰۱٬۸۹۹   | شهرستان اورنج، کالیفرنیا         |                              | |
| ۲۳      | گلندیل (کالیفرنیا)         | ۲۰۱٬۰۲۰   | شهرستان لس‌آنجلس، کالیفرنیا       |                              | |
| ۲۴      | سانتا کلاریتا، کالیفرنیا   | ۱۸۲٬۳۷۱   | شهرستان لس‌آنجلس، کالیفرنیا       |                              | |
| ۲۵      | اوشن ساید، کالیفرنیا       | ۱۷۵٬۶۹۱   | شهرستان سن دیگو، کالیفرنیا       |                              | |
| ۲۶      | گاردن گروو، کالیفرنیا      | ۱۷۵٬۳۹۳   | شهرستان اورنج، کالیفرنیا         |                              | |
| ۲۷      | رانچو کوکامونگا، کالیفرنیا | ۱۷۵٬۲۳۶   | شهرستان سن برناردینو، کالیفرنیا  |                              | |
| ۲۸      | سانتا روزا، کالیفرنیا      | ۱۷۵٬۰۰۰   | شهرستان سونوما، کالیفرنیا        |                              | |
| ۲۹      | انتاریو، کالیفرنیا         | ۱۷۱٬۲۱۴   | شهرستان سن برناردینو، کالیفرنیا  |                              | |
| ۳۰      | ال کگروو، کالیفرنیا        | ۱۶۶٬۹۱۳   | شهرستان ساکرامنتو، کالیفرنیا     |                              | |
| ۳۱      | کورونا، کالیفرنیا          | ۱۶۴٬۲۲۶   | شهرستان ریورساید، کالیفرنیا      |                              | |
| ۳۲      | لنکستر، کالیفرنیا          | ۱۶۱٬۱۰۳   | شهرستان لس‌آنجلس، کالیفرنیا       |                              | |
| ۳۳      | پام دیل، کالیفرنیا         | ۱۵۸٬۳۵۱   | شهرستان لس‌آنجلس، کالیفرنیا       |                              | |
| ۳۴      | هیورد، کالیفرنیا           | ۱۵۸٬۲۸۹   | شهرستان آلامدا، کالیفرنیا        |                              | |
| ۳۵      | سالیناس، کالیفرنیا         | ۱۵۷٬۳۸۰   | شهرستان مونتری، کالیفرنیا        |                              | |
| ۳۶      | پومونا، کالیفرنیا          | ۱۵۳٬۲۶۶   | شهرستان لس‌آنجلس، کالیفرنیا       |                              | |
| ۳۷      | سانی‌ویل، کالیفرنیا         | ۱۵۱٬۷۵۴   | شهرستان سانتا کلارا، کالیفرنیا   |                              | |
| ۳۸      | اسکاندیدو، کالیفرنیا       | ۱۵۱٬۴۵۱   | شهرستان سن دیگو، کالیفرنیا       |                              | |
| ۳۹      | تورانس، کالیفرنیا          | ۱۴۸٬۴۷۵   | شهرستان لس‌آنجلس، کالیفرنیا       |                              | |
| ۴۰      | پاسادینا، کالیفرنیا        | ۱۴۲٬۲۵۰   | شهرستان لس‌آنجلس، کالیفرنیا       |                              | |
| ۴۱      | اورنج، کالیفرنیا           | ۱۴۰٬۹۹۲   | شهرستان اورنج، کالیفرنیا         |                              | |
| ۴۲      | فولرتون، کالیفرنیا         | ۱۴۰٬۸۴۷   | شهرستان اورنج، کالیفرنیا         |                              | |
| ۴۳      | رزویل، کالیفرنیا           | ۱۳۰٬۲۶۹   | شهرستان پلاسر، کالیفرنیا         |                              | |
| ۴۴      | ویسالیا، کالیفرنیا         | ۱۳۰٬۱۰۴   | شهرستان تولار، کالیفرنیا         |                              | |
| ۴۵      | تاوزند اوکس                | ۱۲۹٬۳۳۹   | شهرستان ونتورا، کالیفرنیا        |                              | |
| ۴۶      | سیمی ولی، کالیفرنیا        | ۱۲۶٬۷۸۸   | شهرستان ونتورا، کالیفرنیا        |                              | |
| ۴۷      | کانکورد، کالیفرنیا         | ۱۲۸٬۶۶۷   | شهرستان کنترا کوستا، کالیفرنیا   |                              | |
| ۴۸      | سانتا کلارا، کالیفرنیا     | ۱۲۶٬۲۱۵   | شهرستان سانتا کلارا، کالیفرنیا   |                              | |
| ۴۹      | ویکتور ویل، کالیفرنیا      | ۱۲۲٬۲۲۵   | شهرستان سن برناردینو، کالیفرنیا  |                              | |
| ۵۰      | والهو، کالیفرنیا           | ۱۲۱٬۲۵۳   | شهرستان سولانو، کالیفرنیا        |                              | |
| ۵۱      | برکلی، کالیفرنیا           | ۱۲۰٬۹۷۲   | شهرستان آلامدا، کالیفرنیا        |                              | |
| ۵۲      | ال مونته، کالیفرنیا        | ۱۱۶٬۷۳۲   | شهرستان لس‌آنجلس، کالیفرنیا       |                              | |
| ۵۳      | دونی، کالیفرنیا            | ۱۱۴٬۲۱۹   | شهرستان لس‌آنجلس، کالیفرنیا       |                              | |
| ۵۴      | کارلس‌بد، کالیفرنیا         | ۱۱۳٬۴۵۳   | شهرستان سن دیگو، کالیفرنیا       |                              | |
| ۵۵      | کوستا مسا، کالیفرنیا       | ۱۱۳٬۲۰۴   | شهرستان اورنج، کالیفرنیا         |                              | |
| ۵۶      | فیرفیلد، کالیفرنیا         | ۱۱۲٬۹۷۰   | شهرستان سولانو، کالیفرنیا        |                              | |
| ۵۷      | تموکولا، کالیفرنیا         | ۱۱۲٬۰۱۱   | شهرستان ریورساید، کالیفرنیا      |                              | |
| ۵۸      | اینگلوود، کالیفرنیا        | ۱۱۱٬۶۶۶   | شهرستان لس‌آنجلس، کالیفرنیا       |                              | |
| ۵۹      | آنتیوچ، کالیفرنیا          | ۱۱۰٬۵۴۲   | شهرستان کنترا کوستا، کالیفرنیا   | پرونده:Elcampanilthratre.jpg | |
| ۶۰      | موریتا، کالیفرنیا          | ۱۰۹٬۸۳۰   | شهرستان ریورساید، کالیفرنیا      |                              | |
| 61-tied | ریچموند، کالیفرنیا         | ۱۰۹٬۷۰۸   | شهرستان کنترا کوستا، کالیفرنیا   |                              | |
| 61-tied | ونتورا، کالیفرنیا          | ۱۰۹٬۷۰۸   | شهرستان ونتورا، کالیفرنیا        |                              | |
| ۶۳      | وست کووینا، کالیفرنیا      | ۱۰۸٬۴۸۴   | شهرستان لس‌آنجلس، کالیفرنیا       | پرونده:Wcovina.jpg           | |
| ۶۴      | نورواک، کالیفرنیا          | ۱۰۷٬۱۴۰   | شهرستان لس‌آنجلس، کالیفرنیا       |                              | |
| ۶۵      | دیلی سیتی، کالیفرنیا       | ۱۰۶٬۵۶۲   | شهرستان سن ماتئو، کالیفرنیا      |                              | |
| ۶۶      | بربنک، کالیفرنیا           | ۱۰۵٬۳۱۹   | شهرستان لس‌آنجلس، کالیفرنیا       |                              | |
| ۶۷      | سانتا ماریا، کالیفرنیا     | ۱۰۵٬۰۹۳   | شهرستان سانتا باربارا، کالیفرنیا |                              | |
| ۶۸      | کلوویس، کالیفرنیا          | ۱۰۴٬۱۸۰   | شهرستان فرسنو، کالیفرنیا         |                              | |
| ۶۹      | ال کاجون، کالیفرنیا        | ۱۰۳٬۶۷۹   | شهرستان سن دیگو، کالیفرنیا       |                              | |
| ۷۰      | سان ماتیو، کالیفرنیا       | ۱۰۳٬۵۳۶   | شهرستان سن ماتئو، کالیفرنیا      |                              | |
| ۷۱      | ریالتو، کالیفرنیا          | ۱۰۳٬۱۳۲   | شهرستان سن برناردینو، کالیفرنیا  |                              | |
| ۷۲      | ویستا، کالیفرنیا           | ۱۰۰٬۸۹۰   | شهرستان سن دیگو، کالیفرنیا       |                              | |
| ۷۳      | جوروپا ولی                 | ۱۰۰٬۳۱۴   | ریورساید                         |                              | |
| ۷۴      | کامپتن                     | ۹۸٬۴۶۲    | لس‌آنجلس                          |                              | |
| ۷۵      | میشن ویجو، کالیفرنیا       | ۹۷٬۱۵۶    | شهرستان اورنج، کالیفرنیا         |                              | |
| ۷۶      | واکاویل                    | ۹۶٬۸۰۳    | سولانو                           |                              | |
| ۷۷      | سوت گیت                    | ۹۶٬۴۰۱    | لس‌آنجلس                          |                              | |
| ۷۸      | هسپریا، کالیفرنیا          | ۹۳٬۲۹۵    | شهرستان سن برناردینو، کالیفرنیا  |                              | |
| ۷۹      | کارسون، کالیفرنیا          | ۹۳٬۲۸۱    | شهرستان لس‌آنجلس، کالیفرنیا       |                              | |
| ۸۰      | سنتا مونیکا، کالیفرنیا     | ۹۳٬۲۲۰    | شهرستان لس‌آنجلس، کالیفرنیا       |                              | |
| ۸۱      | سان مارکوس، کالیفرنیا      | ۹۲٬۹۳۱    | شهرستان سن دیگو، کالیفرنیا       |                              | |
| ۸۲      | وست مینستر، کالیفرنیا      | ۹۲٬۱۱۴    | شهرستان اورنج، کالیفرنیا         |                              | |
| ۸۳      | سنتا باربارا، کالیفرنیا    | ۹۱٬۸۴۲    | شهرستان سانتا باربارا، کالیفرنیا |                              | |
| ۸۴      | ردینگ، کالیفرنیا           | ۹۱٬۵۸۲    | شهرستان شاستا، کالیفرنیا         |                              | |
| ۸۵      | سان لئاندرو، کالیفرنیا     | ۹۰٬۷۱۲    | شهرستان آلامدا، کالیفرنیا        |                              | |
| ۸۶      | چیکو، کالیفرنیا            | ۹۰٬۳۱۶    | شهرستان بیوت، کالیفرنیا          |                              | |
| ۸۷      | هاوتورن                    | ۸۸٬۴۵۱    | شهرستان لس‌آنجلس، کالیفرنیا       |                              | |
| ۸۸      | لیورمور، کالیفرنیا         | ۸۸٬۱۲۶    | شهرستان آلامدا، کالیفرنیا        |                              | |
| ۸۹      | ایندیو، کالیفرنیا          | ۸۷٬۵۳۳    | شهرستان ریورساید، کالیفرنیا      |                              | |
| ۹۰      | وایتیر، کالیفرنیا          | ۸۷٬۴۳۸    | شهرستان لس‌آنجلس، کالیفرنیا       |                              | |
| ۹۱      | منی فی، کالیفرنیا          | ۸۷٬۱۷۴    | شهرستان ریورساید، کالیفرنیا      |                              | |
| ۹۲      | نیوپورت بیچ، کالیفرنیا     | ۸۷٬۱۲۷    | شهرستان اورنج، کالیفرنیا         |                              | |
| ۹۳      | تریسی، کالیفرنیا           | ۸۷٬۰۷۵    | شهرستان سن ژواکین، کالیفرنیا     |                              | |
| ۹۴      | سیتروس هایتس، کالیفرنیا    | ۸۷٬۰۵۶    | شهرستان ساکرامنتو، کالیفرنیا     |                              | |
| ۹۵      | چینو، کالیفرنیا            | ۸۵٬۵۹۵    | شهرستان سن برناردینو، کالیفرنیا  |                              | |
| ۹۶      | آلهامبرا، کالیفرنیا        | ۸۵٬۵۵۱    | شهرستان لس‌آنجلس، کالیفرنیا       |                              | |
| ۹۷      | ردوود سیتی، کالیفرنیا      | ۸۵٬۲۸۸    | شهرستان سن ماتئو، کالیفرنیا      |                              | |
| ۹۸      | همت، کالیفرنیا             | ۸۳٬۸۶۱    | شهرستان ریورساید، کالیفرنیا      |                              | |
| ۹۹      | بیونا پارک، کالیفرنیا      | ۸۳٬۲۷۰    | شهرستان اورنج، کالیفرنیا         |                              | |
| ۱۰۰     | لیک فارست، کالیفرنیا       | ۸۲٬۴۹۲    | شهرستان اورنج، کالیفرنیا         |                              | |